# Сальвадор на літніх Олімпійських іграх 2012
Сальвадор на літніх Олімпійських ігор 2012 представляли 10 спортсменів у 7 видах спорту.

## Академічне веслування
Чоловіки
| Спортсмени    | Дисципліна | Відбіркові заїзди | Відбіркові заїзди | Втішний заїзд | Втішний заїзд | Чвертьфінали | Чвертьфінали | Півфінали | Півфінали | Фінал   | Фінал |
| Спортсмени    | Дисципліна | Час               | Місце             | Час           | Місце         | Час          | Місце        | Час       | Місце     | Час     | Місце |
| ------------- | ---------- | ----------------- | ----------------- | ------------- | ------------- | ------------ | ------------ | --------- | --------- | ------- | ----- |
| Роберто Лопес | Одиночки   | 7:23.75           | 4                 | 7:27.75       | 5             | Н/Д          | Н/Д          | 7:57.89   | 3         | 7:41.32 | 29    |

Жінки
| Спортсмени           | Дисципліна | Відбіркові заїзди | Відбіркові заїзди | Втішний заїзд | Втішний заїзд | Чвертьфінали | Чвертьфінали | Півфінали | Півфінали | Фінал   | Фінал |
| Спортсмени           | Дисципліна | Час               | Місце             | Час           | Місце         | Час          | Місце        | Час       | Місце     | Час     | Місце |
| -------------------- | ---------- | ----------------- | ----------------- | ------------- | ------------- | ------------ | ------------ | --------- | --------- | ------- | ----- |
| Каміла Варгас Паломо | Одиночки   | 8:01:60           | 5                 | 7:53:38       | 1             | 8:07:67      | 6            | 7:57.22   | 3         | 8:19.75 | 16    |